# Niwa Nagahide
Niwa Nagahide est un nom japonais traditionnel ; le nom de famille (ou le nom d'école), Niwa, précède donc le prénom (ou le nom d'artiste).
Niwa Nagahide (丹羽 長秀, 16 octobre 1535-15 mai 1585), aussi connu sous le nom de « Gorōzaemon » (五郎左衛門), est un samouraï des époques Sengoku et Azuchi Momoyama du XVIe siècle de l'histoire du Japon. Il est au service du clan Oda et devient finalement daimyo de plein droit.

## Biographie
Nagahide naît dans ce qui est à présent Nishi-ku à Nagoya (situé dans l'actuel district d'Aichi, de la province d'Owari). Dès son jeune âge, Nagahide sert Oda Nobunaga et devient un de ses principaux obligés et prend part aux principales batailles du clan Oda telle que la bataille de Nagashino. Il est également un gouverneur efficace chargé de la construction du château d'Azuchi, parmi beaucoup d'autres œuvres. La mesure de la confiance de Nobunaga se reconnaît par le fait que Nagahide épouse la fille adoptive de Nobunaga et son fils, Niwa Nagashige, la quatrième fille de Nobunaga.
Ces services donnent à Nagahide le droit de diriger la province de Wakasa et le château de Sawayama dans la province d'Ōmi. En 1581, lord d'une parade militaire tenue à Kyoto sous les yeux de l'empereur ainsi qu'en présence de missionnaires étrangers, Nagahide a l'honneur de conduire la procession.
En 1582, comme Oda Nobutaka est commandant en second, Nobunaga fait lancer par Nagahide une campagne sur Shikoku mais avant d'avoir réalisé un quelconque progrès, Nobunaga est tué par Akechi Mitsuhide. Nagahide abandonne la campagne et revient pour aider Hashiba Hideyoshi à venger cet assassinat en tuant Mitsuhide. À une rencontre au château de Kiyosu où est discuté le futur du clan Oda, Nagahide soutient la position de Hideyoshi et reçoit le droit de diriger les provinces d'Echizen et Kaga d'une valeur de 1 230 000 koku, ce qui en fait l'un des vassaux et daimyos les plus puissants.
Cependant, Nagahide meurt de maladie en 1585 sans que cela ait la moindre conséquence. Il existe une version contradictoires selon laquelle Nagahide n'est pas mort de maladie, mais qu'en voyant Hideyoshi réunir plus de puissance et éclipser le clan Oda que Nagahide a si longtemps servi, il a estimé qu'il n'avait pas été à la hauteur pour le bien de Nobunaga et du clan Oda dans son ensemble et s'est suicidé.
Son fils, Nagashige, devient plus tard seigneur du château de Shirakawa au nord du Japon et à l'époque de Mitsushige, petit-fils de Nagahide, les possessions foncières de la famille d'une valeur de 100 000 koku sont transférées à Nihonmatsu, où elles demeurent pendant toute l'époque d'Edo.

## Source de la traduction
- (en) Cet article est partiellement ou en totalité issu de l’article de Wikipédia en anglais intitulé « Niwa Nagahide » (voir la liste des auteurs).